# Christoph Steiner (Journalist)
Christoph Steiner (* 3. September 1952) ist ein deutscher Journalist und war von 1992 bis 2017 Chefredakteur der in Lüneburg erscheinenden Landeszeitung für die Lüneburger Heide.

## Leben und Beruf
Christoph Steiner begann seine journalistische Tätigkeit 1976 mit einem Volontariat bei der lokalen Tageszeitung Landeszeitung für die Lüneburger Heide (LZ), die in einem Eigenverlag, dem Verlag Landeszeitung für die Lüneburger Heide GmbH mit Sitz in Lüneburg erscheint und deren Zielverbreitungsgebiet neben ihrem Erscheinungsort den Landkreis Lüneburg und die Gemeinden Tespe und Bienenbüttel umfasst. Nach Volontariatsabschluss war Steiner bei der LZ mehr als zehn Jahre als Sportreporter tätig. 1992 wurde er Chefredakteur der LZ, die über eine Vollredaktion verfügt. Im Dezember 2017 verabschiedete sich Steiner in den Ruhestand, auf den Posten des Chefredakteurs bei der LZ folgte Marc Rath.
Er schrieb regelmäßig Kommentare zu gesellschaftlichen und politischen Themen sowie zu Vorgängen in der Region. Um Schülerzeitungen in den Lüneburger Schulen in Stadt und Kreis ein eigenes Forum zu geben, entwickelte Steiner die Jugendseite Scrab (schnell, clever, rasant, aktuell und bissig), die nur von Jugendlichen geschrieben wird und die seit September 2004 der LZ an jedem letzten Donnerstag im Monat beiliegt. Nach Aussage von Steiner sei es der Landeszeitung wichtig, „die Standpunkte von jungen Leuten einer breiten Öffentlichkeit zugänglich zu machen“. Unter Steiners Leitung entwickelte die Landeszeitung einen eigenen Internetauftritt (www.landeszeitung.de) sowie zusätzlich die Website LZsport.de, die seit Ende 2006 Informationen über das Sportgeschehen in der Region anbietet.
Bei öffentlichen Veranstaltungen zu gesellschaftlichen, kommunalpolitischen und wirtschaftlichen Themen in der Stadt Lüneburg und der Region ist Steiner öfters als Moderator beteiligt, oder auch als Podiumsteilnehmer bei Podiumsdiskussionen oder Referent.

### Ehrenämter
Christoph Steiner war bis 2005 Mitglied im Stiftungsrat der Bürgerstiftung St. Nicolai, die sich für die Erhaltung der Lüneburger Nikolaikirche und die Integration von Menschen mit Behinderungen in Kirche und Gesellschaft einsetzt sowie die Kirchenmusik in Lüneburger Kirchengemeinden fördert. Er gehört dem Beirat des Förderkreises Leuphana e. V. an, der die Entwicklung der Leuphana Universität Lüneburg durch verschiedene Maßnahmen und Aktionen fördert. Der Förderkreis wurde im Frühjahr 2008 von einer Runde von Lüneburger Unternehmern und anderen Persönlichkeiten der Stadt gegründet, Aufgabe des Ende 2008 angegliederten Beirats ist die „Identifizierung und Benennung geeigneter Maßnahmen zur Leuphana-Unterstützung“.